# Erdmann von Glasenapp

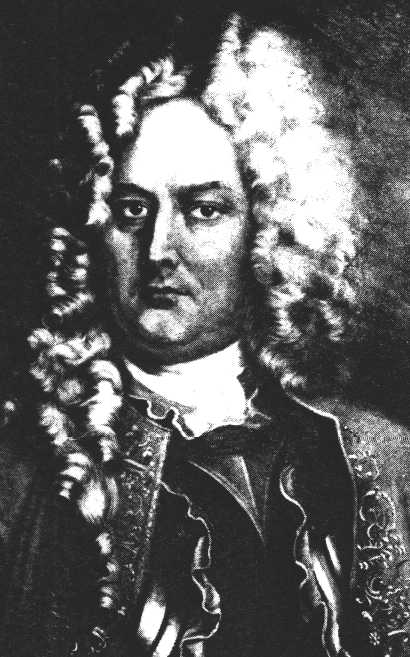
Erdmann von Glasenapp

Erdmann von Glasenapp (* 16. Februar 1660 in Wurchow, Hinterpommern; † 5. November 1721 in Wurchow) war königlich preußischer Generalmajor.

## Leben
Erdmann von Glasenapp entstammte dem hinterpommerschen Adelsgeschlecht von Glasenapp. 1679 immatrikulierte er sich an der Universität Frankfurt (Oder). Er wurde 1684 kurfürstlich-brandenburgischer Kornett. Als junger Offizier erstach er in Danzig, wahrscheinlich im Duell, einen hohen polnischen Edelmann. Er floh kurzerhand auf einem der abfahrenden Schiffe nach Frankreich. Dort diente er 30 Jahre Ludwig XIV. als Offizier. Er wurde zum 1691 Capitaine, 1698 beim französischen Regiment Fürstenberg zum Major und 1710 zum Colonel und Brigadier des armes du roi befördert. 
Erst 1712 kehrte er wieder in preußische Dienste zurück. Am 1. Oktober 1714 ernannt ihn Friedrich Wilhelm I. zum Generalmajor.
Erdmann von Glasenapp wurde 1716 Dekan des Domkapitels zu Cammin.

## Familie
Seine Eltern waren der brandenburgischer Landrat Kaspar Otto von Glasenapp († 5. Januar 1664 in Kolberg) und dessen Ehefrau Ernestina von Zitzewitz. Er war der Bruder des preußischen Generalfeldmarschalls Caspar Otto von Glasenapp. Erdmann von Glasenapp blieb unverheiratet und hatte keine Nachkommenschaft.